# Verrières (Ardeny)
Verrières – miejscowość i gmina we Francji, w regionie Grand Est, w departamencie Ardeny.
Według danych na rok 2010 gminę zamieszkiwały 33 osoby, a gęstość zaludnienia wynosiła 5 osób/km².